# Dragan Stojnić (šahista)
Dragan Stojnić (Valjevo, 25. jun 1976) srpski je kompozitor šahovskih problema. Ima titulu internacionalnog majstora u komponovanju šahovskih problema od 2012. godine, kao i titulu internacionalnog sudije u problemskom šahu od 2015. godine. 

## Biografija
Stojnić je rođen 25. juna 1976. godine u Valjevu, gde i danas živi. Stojnić je internacionalni majstor u komponovanju šahovskih problema, tek peti srpski kompozitor šahovskih problema koji je dostigao to ili više zvanje. Tu titulu mu je dodelila Svetska Federacija za šahovsku kompoziciju na svom Kongresu u Japanu 2012. godine.. Priznata mu je i titula internacionalnog sudije u problemskom šahu za grupe mat u dva poteza i heterodoksni šah 2015. godine u Poljskoj.

## Uspesi
Do kraja 2015. godine objavio je preko 400 šahovskih problema, više od polovine je odlikovanih. Ima 97 nagrada (42 prve, 27 drugih i 28 ostalih). Takođe ima 110 problema koja su odlikovana počasnim priznanjima i pohvalama. Osvajač je dve zlatne medalje na Olimpijskim šahovskim turnirima za problemiste: u Hanti-Mansijsku (Rusija) 2010. godine i u Istanbulu 2012. godine. Osvajač bronzane medalje sa ekipom Srbije na 8. Svetskom prvenstvu u problemskom šahu 2005-08 (dok je u pojedinačnom plasmanu osvojio 2.mesto). Pobednik Međunarodnog festivala problemskog šaha u Beogradu 2004 sa dve zlatne medalje. Osvajao prva mesta u komponovanju problema na prvenstvima Evrope u problemskom šahu u Subotici 2009. godine i Saningdejlu (Engleska) 2010. godine. Osvojio 1. mesto na državnom prvenstvu Srbije i Crne Gore 2003; pobednik je Lige Problemista SCG 2004. Takođe je pobednik više međunarodnih turnira u komponovanju šahovskih problema širom sveta (u SAD, Poljskoj, Ukrajini, Hrvatskoj, Makedoniji, Francuskoj, Izraelu).

## Spoljašnje veze
- Kompozicije Dragana Stojnića u YACPDB bazi